# Luchthaven Vladivostok
De Internationale Luchthaven Vladivostok (Russisch: Международный аэропорт «Владивосток»; Mezjdoenarodni aeroport Vladivostok) is een Russische luchthaven, bij het stadje Artjom, op ongeveer een uur afstand ten noorden van Vladivostok. Het vliegveld bestaat uit twee vliegvelden en twee terminals; een voor regionale vluchten en een voor internationale vluchten.
- Knevitsji (Кневичи): het internationale vliegveld, geschikt voor grote vliegtuigen. De twee banen zijn respectievelijk 3500 en 2600 meter lang, en 60 meter breed. Beide banen zijn verhard, een met asfalt en een ander met beton.
- Ozjorne Klotsji (Озёрные ключи): het regionale vliegveld, bestaande uit een baan van 970 en een baan van 600 meter. Beide landingsbanen zijn geasfalteerd.